# 青森県道6号むつ尻屋崎線
青森県道6号むつ尻屋崎線（あおもりけんどう6ごう むつしりやざきせん）は、青森県むつ市から下北郡東通村に至る県道（主要地方道）である。

## 概要
むつ市横迎町2丁目で国道338号から分岐し、国道279号むつバイパス・下北半島縦貫道路むつ尻屋崎ICを通過する。同市上川町・東通村目名・入口・野牛・岩屋を経由して、その間に津軽海峡沿いに出て同村尻屋に至る。路線名にある尻屋崎へは、東通村道尻屋灯台線で通じている。

### 路線データ
- 起点 : むつ市[1]（国道338号交点）
- 終点 : 尻屋崎[1]

## 歴史
- 1961年（昭和36年）2月10日 - 青森県が県道むつ尻屋崎線として県道認定[1]。
- 1993年（平成5年）5月11日 - 建設省により県道むつ尻屋崎線が主要地方道むつ尻屋崎線に指定される[2]。

## 地理

### 交差する道路
- 国道338号
- 国道279号むつバイパス
- 下北半島縦貫道路むつ尻屋崎IC
- 青森県道266号関根蒲野沢線
- 青森県道172号尻労袰部線
- 東通村道尻屋灯台線

### 沿線にある施設など
- 田名部畜産農協
- 斗南藩史跡地
- 野牛漁港（野牛漁業協同組合）
- 野牛川レストハウス
- 東通村営第二牧場
- 岩屋漁港
- 日鉄鉱コンサルタント
- 三菱マテリアル
- 日鉄鉱業
- 尻屋崎漁港
- ビジターハウス